# Boktorren
De boktorren (Cerambycidae) zijn een familie uit de orde van de kevers.

## Kenmerken
Boktorren hebben als volwassen kever (imago) een langwerpig lichaam en sprieterige poten. Ze zijn vaak mooi gekleurd. Wat ze vrijwel altijd onderscheidt van andere langwerpige kevers als kniptorren en soldaatjes zijn de extreem lange tasters, die vaak minstens zo lang zijn als het lichaam maar meestal langer, hoewel er uitzonderingen zijn. Ze hebben sterk getande monddelen. De lichaamslengte varieert van 0,3 tot 15 cm.

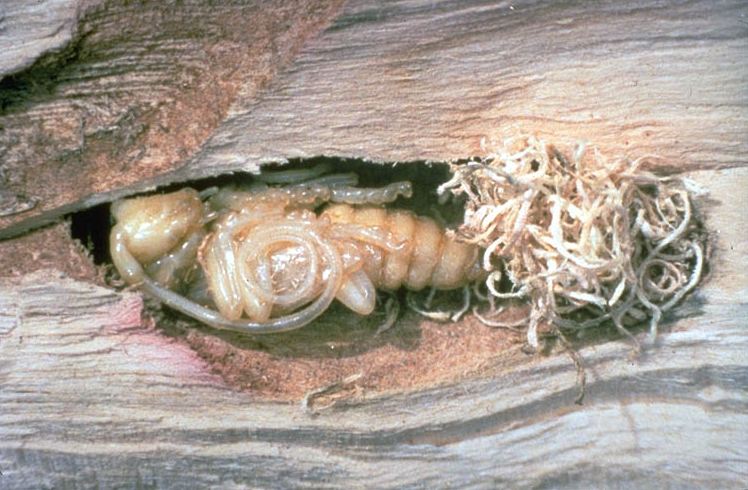
Pop van de soort Anoplophora glabripennis in de popkamer.

## Leefwijze
Er zijn meer dan 33.000 soorten boktorren, die een grote variatie kennen aan kleuren en patronen. De basisvorm is meestal dezelfde. Sommige soorten imiteren wespen en mieren (mimicry), zoals de kleine wespenbok. De meeste boktorren eten als volwassen kever alleen boomsappen, nectar en stuifmeel; geen enkele soort jaagt actief op andere prooien. Sommige soorten eten in volwassen staat zelfs helemaal niets meer, en richten zich volledig op de voortplanting. De eieren worden een voor een onder boomschors afgezet.

## Schadelijkheid
De larven van vrijwel alle boktorsoorten zijn herbivoor, ze leven van planten, meer specifiek van hout, of dood hout, een voedingswijze die bekendstaat als xylofagie. Daarbij richten de larven met hun vraat soms grote schade aan. Zo kan de vraatzucht van grote aantallen boktorlarven veel schade aanrichten aan houten objecten als meubelen, dakconstructies, kunstvoorwerpen, en aan levende bomen, zoals in 2012 in Winterswijk, waar 300 bomen binnen een straal van honderd meter gerooid moesten worden door boktorvraat. Daarnaast worden door aan levend hout te knagen plantenziektes verspreid, waarvan de larven de vector (overdrager) zijn

## Bekende soorten
- Aardbok (Iberodorcadion fuliginator)
- Alpenboktor (Rosalia alpina)
- Bonte ribbelboktor (Rhagium bifasciatum)
- Eikenboktor (Cerambyx scopolii)
- Gemarmerde eikenbok (Rhagium mordax)
- Geringelde smalbok (Rutpela maculata)
- Gewone distelboktor (Agapanthia villosoviridescens)
- Heldenbok (Cerambyx cerdo)
- Huisboktor (Hylotrupes bajulus)
- Kleine populierenboktor (Saperda populnea)
- Kleine wespenbok (Clytus arietis)
- Lederboktor (Prionus coriarius)
- Loofhoutboktor (Anoplophora glabripennis)
- Muskusboktor (Aromia moschata)
- Oost-Aziatische boktor (Anoplophora chinensis)
- Smalvleugelige bok (Stenopterus rufus)
- Vierbandsmalbok (Leptura Quadrifasciata)
- Zwartstreepsmalbok (Stenurella melanura)

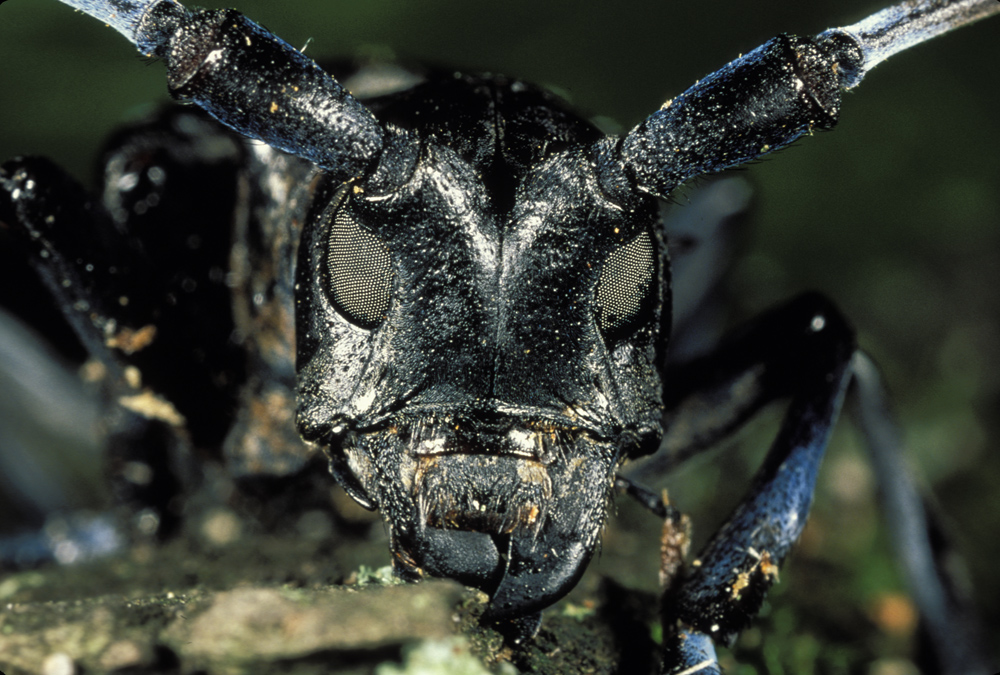
Loofhoutboktor (detail kop)
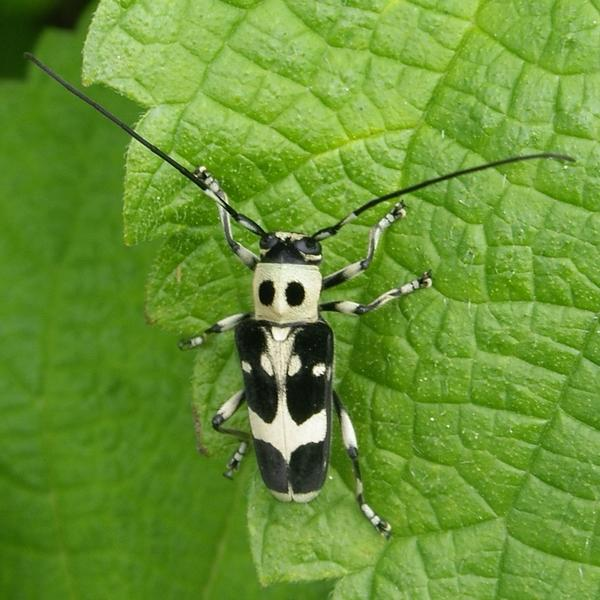
Paraglenea fortunei
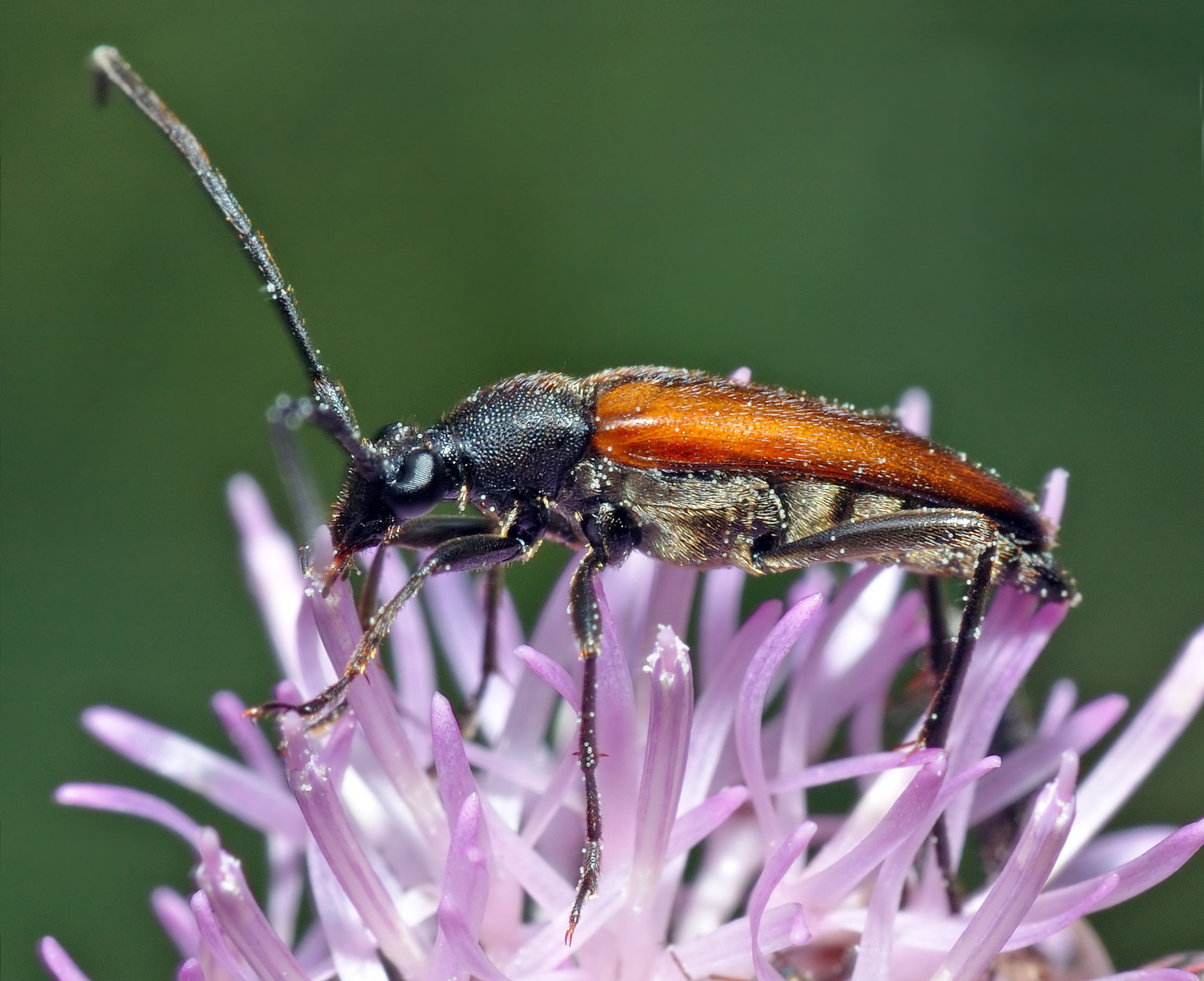
Zwartstreepsmalbok
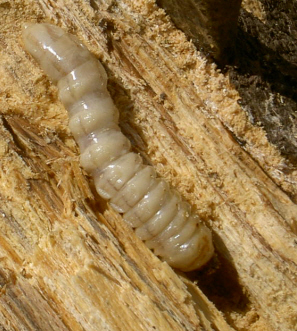
Larve van een boktor
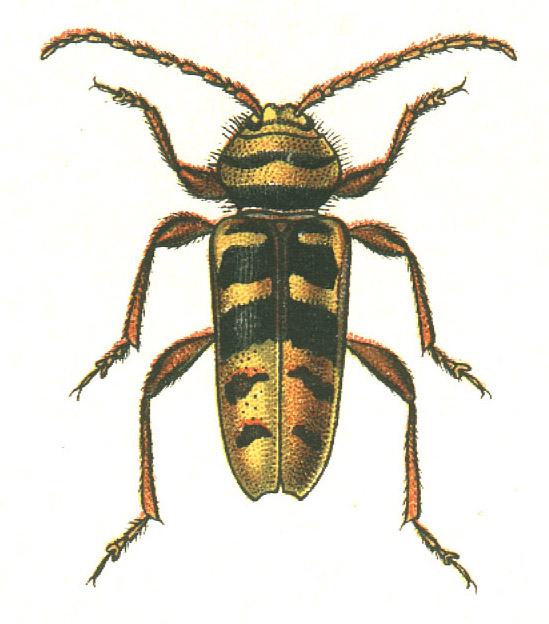
Plagionotus detritus (Linnaeus 1758)

## Taxonomie
De volgende taxa zijn bij de familie ingedeeld:
- Onderfamilie Parandrinae Blanchard, 1845
  - Tribus Erichsoniini Thomson, 1861
  - Tribus Parandrini Blanchard, 1845
- Onderfamilie Prioninae Latreille, 1802[1]
  - Tribus Acanthophorini Thomson, 1864
  - Tribus Aegosomatini Thomson, 1861
  - Tribus Anacolini Thomson, 1857
  - Tribus Cacoscelini Thomson, 1861
  - Tribus Callipogonini Thomson, 1861
  - Tribus Calocomini Galileo en Martins, 1993
  - Tribus Cantharocnemini Thomson, 1861
  - Tribus Ergatini Fairmaire, 1864
  - Tribus Eurypodini Gahan, 1906 (1868)
  - Tribus Hopliderini Thomson, 1864
  - Tribus Macrodontiini Thomson, 1861
  - Tribus Macrotomini Thomson, 1861
    - Subtribus Archetypina Lameere, 1912
    - Subtribus Basitoxina Lameere, 1912
    - Subtribus Macrotomina Thomson, 1861
    - Subtribus Platygnathina Gilmour, 1954
    - Subtribus Xixuthrina Lameere, 1912

  - Tribus Mallaspini Thomson, 1861
  - Tribus Mallodonini Thomson, 1861
  - Tribus Meroscelisini Thomson, 1861
  - Tribus Prionini Latreille, 1802[1]
  - Tribus Remphanini Lacordaire, 1868
  - Tribus Solenopterini Lacordaire, 1868
  - Tribus Tereticini Lameere, 1913
  - Tribus Vesperoctenini Vives, 2005
- Onderfamilie Lepturinae Latreille, 1802[1]
  - Tribus Desmocerini Blanchard, 1845
  - Tribus Encyclopini LeConte, 1873
  - Tribus Lepturini Latreille, 1802[1]
  - Tribus Oxymirini Danilevsky, 1997
  - Tribus Rhagiini Kirby, 1837
  - Tribus Rhamnusiini Sama, 2009
  - Tribus Teledapini Pascoe, 1871
  - Tribus Sachalinobiini Danilevsky, 2010
  - Tribus Xylosteini Reitter, 1913
- Onderfamilie Spondylidinae Audinet-Serville, 1832
  - Tribus Anisarthrini Mamaev en Danilevsky, 1973
  - Tribus Asemini Thomson, 1861
  - Tribus Atimiini LeConte, 1873
  - Tribus Saphanini Gistel, 1848
  - Tribus Spondylidini Audinet-Serville, 1832
- Onderfamilie Necydalinae Latreille, 1825
- Onderfamilie Dorcasominae Lacordaire, 1868
- Onderfamilie Apatophyseinae Lacordaire, 1869
- Onderfamilie Cerambycinae Latreille, 1802[1]
  - Tribus Acangassuini Galileo en Martins, 2001
  - Tribus Achrysonini Lacordaire, 1868
  - Tribus Agallissini LeConte, 1873
  - Tribus Alanizini Di Iorio, 2003
  - Tribus Anaglyptini Lacordaire, 1868 nomen protectum
  - Tribus Aphanasiini Lacordaire, 1868
  - Tribus Aphneopini Lacordaire, 1868
  - Tribus Auxesini Lepesme en Breuning, 1952
  - Tribus Basipterini Fragoso, Monné en Campos Seabra, 1987
  - Tribus Bimiini Lacordaire, 1868
  - Tribus Bothriospilini Lane, 1950
  - Tribus Brachypteromatini Sama, 2008
  - Tribus Callichromatini Swainson, 1840
  - Tribus Callidiini Kirby, 1837
  - Tribus Callidiopini Lacordaire, 1868
  - Tribus Cerambycini Latreille, 1802[1]
    - Subtribus Cerambycina Latreille, 1802[1]
    - Subtribus Sphallotrichina Martins en Monné, 2005

  - Tribus Certallini Fairmaire, 1864
  - Tribus Chlidonini Waterhouse, 1879
  - Tribus Cleomenini Lacordaire, 1868
  - Tribus Clytini Mulsant, 1839
  - Tribus Compsocerini Thomson, 1864
  - Tribus Coptommatini Lacordaire, 1869
  - Tribus Curiini LeConte, 1873
  - Tribus Deilini Fairmaire, 1864
  - Tribus Dejanirini Lacordaire, 1868
  - Tribus Diorini Lane, 1950
  - Tribus Distichocerini Pascoe, 1867
  - Tribus Dodecosini Aurivillius, 1912
  - Tribus Dryobiini Arnett, 1962 nomen protectum
  - Tribus Eburiini Blanchard, 1845
  - Tribus Ectenessini Martins, 1998
  - Tribus Elaphidiini Thomson, 1864
  - Tribus Eligmodermini Lacordaire, 1868
  - Tribus Erlandiini Aurivillius, 1912
  - Tribus Eroschemini Lacordaire, 1868
  - Tribus Eumichthini Linsley, 1940
  - Tribus Gahaniini Quentin en Villiers, 1969
  - Tribus Glaucytini Lacordaire, 1868
  - Tribus Graciliini Mulsant, 1839
  - Tribus Hesperophanini Mulsant, 1839
    - Subtribus Daramina Sama, 2008
    - Subtribus Hesperophanina Mulsant, 1839

  - Tribus Hesthesini Pascoe, 1867
  - Tribus Heteropsini Lacordaire, 1868 nomen protectum
  - Tribus Hexoplini Martins, 2006
  - Tribus Holopleurini Chemsak en Linsley, 1974
  - Tribus Holopterini Lacordaire, 1868
  - Tribus Hyboderini Linsley, 1940
  - Tribus Hylotrupini Zagajkevich, 1991
  - Tribus Ibidionini Thomson, 1861
    - Subtribus Compsina Martins en Galileo, 2007
    - Subtribus Ibidionina Thomson, 1861
    - Subtribus Tropidina Martins en Galileo, 2007

  - Tribus Ideratini Martins en Napp, 2009
  - Tribus Lissonotini Swainson, 1840
  - Tribus Luscosmodicini Martins, 2003
  - Tribus Lygrini Sama, 2008
  - Tribus Macronini Lacordaire, 1868
  - Tribus Megacoelini Quentin en Villiers, 1969
  - Tribus Methiini Thomson, 1860
  - Tribus Molorchini Gistel, 1848
  - Tribus Mythodini Lacordaire, 1868
  - Tribus Necydalopsini Lacordaire, 1868
  - Tribus Neocorini Martins, 2005
  - Tribus Neostenini Lacordaire, 1868
  - Tribus Obriini Mulsant, 1839
  - Tribus Ochyrini Pascoe, 1871
  - Tribus Oedenoderini Aurivillius, 1912
  - Tribus Oemini Lacordaire, 1868
    - Subtribus Methioidina Martins, 1997
    - Subtribus Oemina Lacordaire, 1868

  - Tribus Opsimini LeConte, 1873
  - Tribus Oxycoleini Martins en Galileo, 2003
  - Tribus Paraholopterini Martins, 1997
  - Tribus Phalotini Lacordaire, 1868
  - Tribus Phlyctaenodini Lacordaire, 1868
  - Tribus Phoracanthini Newman, 1840
  - Tribus Phyllarthriini Lepesme en Breuning, 1956
  - Tribus Piesarthriini McKeown, 1947
  - Tribus Piezocerini Lacordaire, 1868
    - Subtribus Haruspicina Martins, 1976
    - Subtribus Piezocerina Lacordaire, 1868

  - Tribus Platyarthrini Bates, 1870
  - Tribus Plectogasterini Quentin en Villiers, 1969
  - Tribus Plectromerini Nearns en Braham, 2008
  - Tribus Pleiarthrocerini Lane, 1950
  - Tribus Protaxini Gahan, 1906
  - Tribus Prothemini Lacordaire, 1868
  - Tribus Psebiini Lacordaire, 1868
  - Tribus Pseudocephalini Aurivillius, 1912 (1861)
  - Tribus Pseudolepturini Thomson, 1861
  - Tribus Psilomorphini Lacordaire, 1868
  - Tribus Pteroplatini Thomson, 1861
  - Tribus Pyrestini Lacordaire, 1868
  - Tribus Rhagiomorphini Newman, 1841
  - Tribus Rhinotragini Thomson, 1861
  - Tribus Rhopalophorini Blanchard, 1845
  - Tribus Rosaliini Fairmaire, 1864
  - Tribus Sestyrini Lacordaire, 1868
  - Tribus Smodicini Lacordaire, 1868
  - Tribus Spintheriini Lacordaire, 1869
  - Tribus Stenhomalini Miroshnikov, 1989
  - Tribus Stenoderini Pascoe, 1867
  - Tribus Stenopterini Gistel, 1848
  - Tribus Strongylurini Lacordaire, 1868
  - Tribus Tessarommatini Lacordaire, 1868
  - Tribus Thraniini Gahan, 1906
  - Tribus Thyrsiini Marinoni en Napp, 1984
  - Tribus Tillomorphini Lacordaire, 1868
  - Tribus Torneutini Thomson, 1861
  - Tribus Trachyderini Dupont, 1836
    - Subtribus Ancylocerina Thomson, 1864
    - Subtribus Trachyderina Dupont, 1836

  - Tribus Tragocerini Pascoe, 1867
  - Tribus Trichomesiini Aurivillius, 1912
  - Tribus Tropocalymmatini Lacordaire, 1868
  - Tribus Typhocesini Lacordaire, 1868
  - Tribus Unxiini Napp, 2007
  - Tribus Uracanthini Blanchard, 1853
  - Tribus Vesperellini Sama, 2008
  - Tribus Xystrocerini Blanchard, 1845
- Onderfamilie Lamiinae Latreille, 1825
  - Tribus Acanthocinini Blanchard, 1845
  - Tribus Acanthoderini Thomson, 1860
  - Tribus Acmocerini Thomson, 1864
  - Tribus Acridocephalini Dillon en Dillon, 1959
  - Tribus Acrocinini Swainson, 1840
  - Tribus Aderpasini Breuning en Teocchi, 1978
  - Tribus Aerenicini Lacordaire, 1872
  - Tribus Agapanthiini Mulsant, 1839
  - Tribus Amphoecini Breuning, 1951
  - Tribus Ancitini Aurivillius, 1917
  - Tribus Ancylonotini Lacordaire, 1869
  - Tribus Anisocerini Thomson, 1860
  - Tribus Apomecynini Thomson, 1860
  - Tribus Astathini Thomson, 1864
  - Tribus Batocerini Thomson, 1864
  - Tribus Calliini Thomson, 1864
  - Tribus Ceroplesini Thomson, 1860
    - Subtribus Ceroplesina Thomson, 1860
    - Subtribus Crossotina Thomson, 1864

  - Tribus Cloniocerini Lacordaire, 1872
  - Tribus Colobotheini Thomson, 1860
  - Tribus Compsosomatini Thomson, 1857
  - Tribus Cyrtinini Thomson, 1864
  - Tribus Desmiphorini Thomson, 1860
  - Tribus Dorcadionini Swainson, 1840
  - Tribus Dorcaschematini Thomson, 1860
  - Tribus Elytracanthinini Bousquet, 2009
  - Tribus Enicodini Thomson, 1864
  - Tribus Eupromerini Galileo en Martins, 1995
  - Tribus Forsteriini Tippmann, 1960
  - Tribus Gnomini Thomson, 1860
  - Tribus Gyaritini Breuning, 1950
  - Tribus Heliolini Breuning, 1951
  - Tribus Hemilophini Thomson, 1868 nomen protectum
  - Tribus Homonoeini Thomson, 1864
  - Tribus Hyborhabdini Aurivillius, 1911
  - Tribus Lamiini Latreille, 1825
  - Tribus Laticraniini Lane, 1959
  - Tribus Mauesiini Lane, 1956
  - Tribus Megabasini Thomson, 1860
  - Tribus Mesosini Mulsant, 1839
  - Tribus Microcymaturini Breuning en Teocchi, 1985
  - Tribus Moneilemini Thomson, 1864
  - Tribus Monochamini Gistel, 1848
  - Tribus Morimonellini Lobanov, Danilevsky en Murzin, 1981
  - Tribus Morimopsini Lacordaire, 1869
  - Tribus Nyctimeniini Gressitt, 1951
  - Tribus Obereini Thomson, 1864
  - Tribus Oculariini Breuning, 1950
  - Tribus Onciderini Thomson, 1860
  - Tribus Oncideropsidini Aurivillius, 1922
  - Tribus Onocephalini Thomson, 1860
  - Tribus Onychogleneini Aurivillius, 1923
  - Tribus Parmenini Mulsant, 1839
  - Tribus Petrognathini Blanchard, 1845
  - Tribus Phacellini Lacordaire, 1872
  - Tribus Phantasini Kolbe, 1897
  - Tribus Phrynetini Thomson, 1864
  - Tribus Phymasternini Teocchi, 1989
  - Tribus Phytoeciini Mulsant, 1839
  - Tribus Pogonocherini Mulsant, 1839
  - Tribus Polyrhaphidini Thomson, 1860
  - Tribus Pretiliini Martins en Galileo, 1990
  - Tribus Proctocerini Aurivillius, 1922
  - Tribus Prosopocerini Thomson, 1864
  - Tribus Pteropliini Thomson, 1860
  - Tribus Rhodopinini Gressitt, 1951
  - Tribus Saperdini Mulsant, 1839
  - Tribus Stenobiini Breuning, 1950
  - Tribus Sternotomini Thomson, 1860
  - Tribus Tapeinini Thomson, 1857
  - Tribus Tetraopini Thomson, 1860
  - Tribus Tetraulaxini Breuning en Teocchi, 1977
  - Tribus Tetropini Portevin, 1927
  - Tribus Theocrini Lacordaire, 1872
  - Tribus Tmesisternini Blanchard, 1853
  - Tribus Tragocephalini Thomson, 1857
  - Tribus Xenicotelini Matsushita, 1933
  - Tribus Xenofreini Aurivillius, 1923
  - Tribus Xenoleini Lacordaire, 1872
  - Tribus Xylorhizini Lacordaire, 1872
  - Tribus Zygocerini Thomson, 1864